# Ovan Babylon
Ovan Babylon är en svensk dokumentärfilm som hade premiär i Sverige den 15 november 2019. Folke Rydén har regisserat och skrivit manus, även producerat filmen för FRP AB.

## Handling
Filmen handlar om Murtada Al-Hachami som återvänder till Irak efter flytt till Storbritannien under Saddam Husseins styre. Tillsammans med Folke Rydén vill Murtada visa en annan bild av Irak än den gängse bild som västerländsk media visar upp. 